# Verenkleed

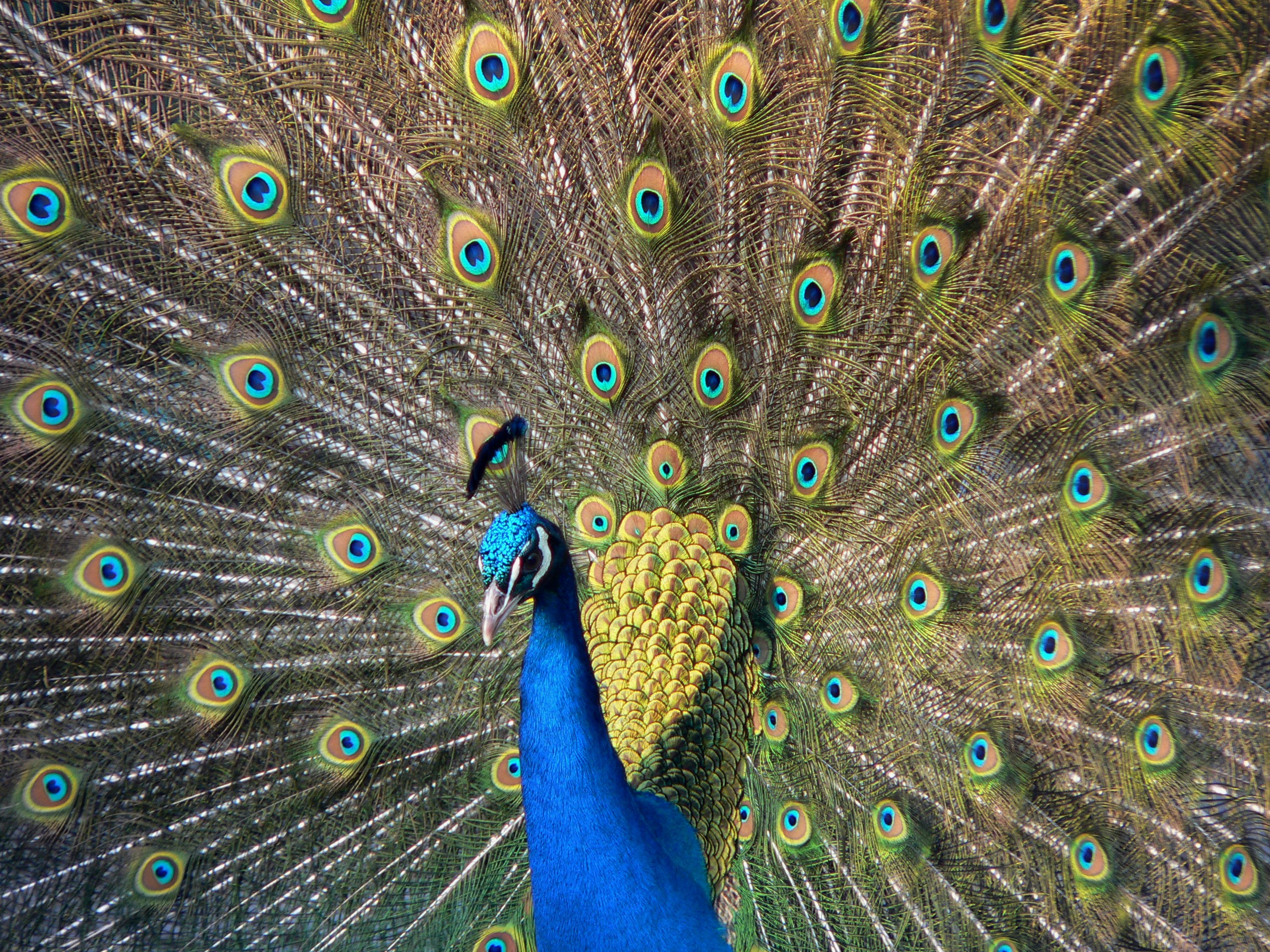
Een mannelijke pauw heeft een groot en opvallend verenkleed.

Het verenkleed is het verenpak van vogels.

## Topografie van het verenkleed
Om het verenkleed van een vogel te beschrijven, worden bepaalde begrippen voor groepen (partijen) veren gebruikt. Voorbeelden hiervan zijn: de stuit (veren op het onderste deel van de rug), kruin, wenkbrauwstreep en oogstreep op de kop, elleboog-, arm- en handpennen en vleugeldekveren (vogelvleugel). Voor de onderzijde van de vogel duiden de begrippen keel, borst, buik, flanken, dijen en anaalstreek op bepaalde verenpartijen.
| Typen verenpartijen | Typen verenpartijen |
| ------------------- | --- |
|                     | 2 = Kruin, indien alleen bovenkant van de kop, vaak heeft vogel nog een wenkbrauwstreep 5 = Mantel 6 = Kleine vleugeldekveren 7 = Schouder 8 = Grote vleugeldekveren 9 = Elleboog- en armpennen 10 = Stuit (niet zichtbaar) 11 = Handpennen 12 = Anaalstreek 13 = "Dij" (Bevederd deel van de tibia, het scheenbeen. Het dijbeen is bij vogels niet van buiten zichtbaar) 14 = "Knie", maar feitelijk de hiel, het gewricht tussen het scheenbeen (tibia) en de voet (tarsus) 15 = Tarsus (begin van de voet) 16 = Tenen (deel van de tarsus) 17 = Tibia (scheenbeen) 18 = Buik 19 = Flank 20 = Borst 21 = Keel 23 = Oogstreep, als streep boven oog ligt: wenkbrauwstreep |

| Typen veren van de vleugel | Typen veren van de vleugel |
| -------------------------- | --- |
|                            | 1 = handpennen 2 = handdekveren 3 = duimvleugel 4 = armpennen 5 = grote dekveren 6 = middelste dekveren 7 = kleine dekveren 8 = tertials (elleboogpennen) 9 = schouder (-veren) |

## Soorten verenkleden
Er zijn verschillende soorten verenkleden, afhankelijk van de leeftijd van een vogel, maar ook van het seizoen. Jonge vogels zoals kuikens van kippen hebben donsveren. Dit zijn buigzame veren zonder baardjes, die goed isoleren. Later ontwikkelen bij kuikens de volwassen veren.
Verder kennen veel vogels een winterkleed en een zomerkleed, om zich beter aan te passen aan het seizoen. Een winterkleed is vaak dik en grauwer van kleur. Het zomerkleed is dunner en vaker voorzien van felle kleuren of grote veren. Dergelijke opvallende eigenschappen zijn noodzakelijk om nieuwe partners aan te trekken in het broedseizoen, dat meestal in het voorjaar start. Het wisselen van het verenkleed zoals eerder beschreven, wordt ook wel 'rui' genoemd. Niet alle vogels hebben hier evenveel behoefte aan. De verenkleden van tropische vogels, zoals papegaaien, verschillen amper tussen zomer- en winterperiodes. Door het ontbreken van grote temperatuurverschillen in hun leefgebied is het wisselen van hun verendek minder noodzakelijk. Hierdoor hebben deze vogels een groter deel van het jaar of zelfs het hele jaar door een fel gekleurd verendek.

Verenkleed van jonge vogels
Het verenkleed van jonge vogels verschilt van dat van volwassen vogels. Deze verschillen zijn te verklaren vanuit de primaire functie van het verenkleed: overleven. Jonge vogels zijn kwetsbaar, vormen een gemakkelijke prooi en zijn afhankelijk van hun ouders. Hun verendek is ontworpen in een donsachtige structuur, dat dient om het kuiken warm en droog te houden. Dit donsverenkleed is vaak grauw-gekleurd om camouflage te bieden aan de kuiken. In gevaarlijke situaties is verstoppen voor roofdieren voor de meeste kuikensoorten de beste overlevingsstrategie. Het camouflerende verenkleed helpt hierbij. 
- Juveniel kleed

Dit kleed is het eerste echte verenkleed en wordt gedragen vanaf het moment dat het jong gaat uitvliegen tot de eerste rui.
- Eerste winterkleed

Het eerste winterkleed volgt op het juveniele verenkleed en wordt meestal in het najaar door gedeeltelijke rui gevormd. Het wordt tot het voorjaar van het tweede kalenderjaar gedragen.
- Eerste zomerkleed

Dit kleed vervangt het eerste winterkleed in de late winter tot het voorjaar van het tweede kalenderjaar (maar nog eerste levensjaar) van de vogel. In tegenstelling tot het eerste winterkleed wordt het eerste zomerkleed meestal verkregen middels volledige rui, maar ook wel slijtage van de veerranden. Het wordt gedragen tot de volgende rui, doorgaans in late zomer/najaar van hetzelfde jaar, wanneer het wordt vervangen. Het nieuwe kleed heet dan het tweede winterkleed, en eventueel volgt een tweede zomerkleed en derde winterkleed etc. De tijdstippen van rui zijn steeds hetzelfde totdat het jong volwassen is en een adult verenkleed krijgt.

### Verenkleed bij volwassen vogels

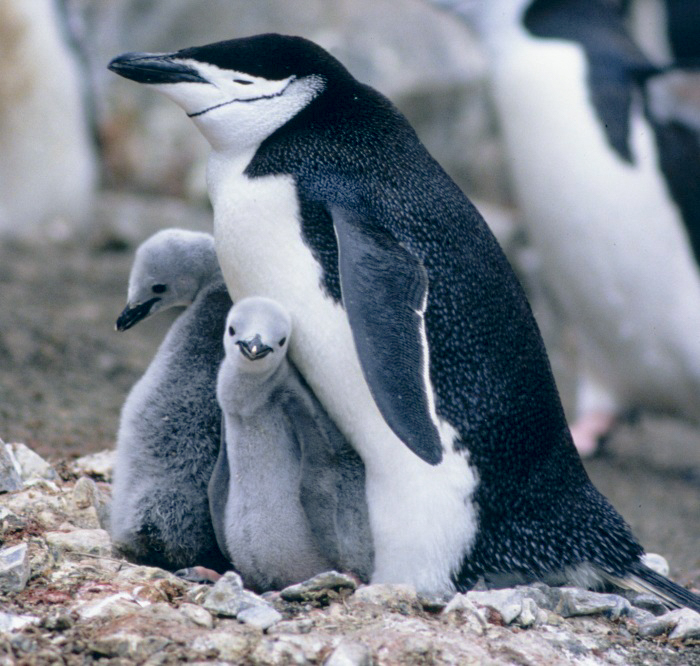
Jonge pinguïns lijken niet op de ouders door een ander kleed.

Jonge vogels zijn vaak goed gecamoufleerd, maar volwassen vogels hebben vaker een gekleurd verenkleed om mee te kunnen pronken. Eenmaal volwassen hebben sommige soorten pluimen, kuiven of kammen. Qua kleur en intensiteit is de vervanging van het juveniele kleed voor het adulte kleed bij veel soorten zeer drastisch. Het verenkleed bij geslachtsrijpe vogels – de vogels die in staat zijn zich voort te planten, of te wel de volwassen vogels – wordt het adulte kleed (ad) genoemd.

#### Adult zomerkleed (ad zomer)
Dit kleed wordt meestal door gedeeltelijke rui in het voorjaar gevormd. Bij enkele soorten gebeurt dit echter door volledige rui of door het afslijten van veer-randen, waarbij de bontgekleurde veren die eerder verborgen waren, zichtbaar worden. Vooral de mannetjes zijn in de zomer bonter gekleurd dan in de winter, vanwege de voortplantingstijd. Echter krijgen ook vrouwtjes krijgen een zomerkleed.

#### Adult winterkleed (ad winter)
Het adulte winterkleed is doorgaans minder opvallend gekleurd dan het zomerkleed. Het wordt gedragen door volwassen vogels tijdens het winterhalfjaar. Het wordt meestal gevormd door volledige rui tijdens of na de broedtijd.

#### Eclipskleed
Het eclipskleed, of kortweg eclips, is een kort gedragen winterkleed. Gedurende de rest van het jaar, inclusief de hele winter, dragen ze het zomerkleed.
Het eclipskleed is het onopvallende verenkleed van ganzen en eenden als ze in de rui zijn na het broedseizoen. Door de gelijktijdige rui van de slagpennen kunnen ze dan korte tijd niet vliegen. Een camouflerend verenkleed is dan zeer welkom. In deze periode lijken de mannetjeseenden, die de rest van het jaar erg opvallen, op de vrouwtjes. Bij de wilde eend zijn de mannetjes dan te herkennen aan de groene/gele snavels, en aan bruine/oranje snavels de vrouwtjes. Ook kan het verschil tussen beiden worden herkend aan een enkele gekrulde veer in de staart van het mannetje, waar bij het vrouwtje alle staartveren recht zijn.